# Тальников, Давид Лазаревич
Дави́д Ла́заревич Та́льников (литературный псевдоним Де́льта, настоящая фамилия Шпита́льников; 26 ноября 1882, Тирасполь, Херсонская губерния — 13 сентября 1961, Москва) — российский и советский театральный критик, литературный критик, историк театра, литературовед, журналист.

## Биография
Литературную деятельность начал в 1904 году в Одессе, где в это время работал врачом. Был дружен и состоял в переписке с И. А. Буниным и В. В. Воровским, с которыми познакомился будучи редактором «Одесского обозрения» (1906—1917). Бунин способствовал переходу Тальникова из одесских периодических изданий в столичную прессу. Публиковал статьи на театральные темы и о современных русских писателях в журналах и газетах «Отклики современности», «Современный мир», «Вестник Европы», «Русское богатство», «Летопись», «Театр», «Звезда», «Современная мысль», «Одесские новости», «Огоньки» (Одесса). В 1909—1912 годах сотрудничал в издававшейся в Сороках газете «Бессарабское обозрение» (редактор — И. Г. Вайсман, 1885, Балта — 1938, Ленинград, расстрелян; литературный псевдоним — И. Григорьев).
С 1917 года был сотрудником редакционно-кооперативного издательства и акционерного общества «Русский Библиографический Институт братьев А. и И. Гранат и К°», затем секретарём редакции журналов «Новая Москва» и «Жизнь».
В статье «Литературные заметки» в журнале «Красная новь», точнее в 5-й и 6-й главах, под названием «Дежурное блюдо Маяковского» Тальников раскритиковал очерки поэта «Моё открытие Америки», а также его американские стихи: «Галопный маршрут… повествование в свойственном ему вульгарно-развязном тоне „газетчика“ — то, что Сельвинский очень остро определил как „рифмованную лапшу кумачовой халтуры“ и „барабан с горшком а-ля Леф“». Маяковский послал в редакцию журнала протест: «Изумлён развязным тоном малограмотных людей, пишущих в „Красной нови“ под псевдонимом „Тальников“», объявил о прекращении сотрудничества с этим изданием и написал в ответ стихотворение «Галопщик по писателям» (1928). Кроме того, Тальников послужил прототипом героя пьесы Маяковского «Баня» — репортёра Моментальникова.
На протяжении 1920—1950-х годов публиковался в «Современном театре», «Прожекторе», «Печати и революции», «Театре и драматургии» («Советский театр», «Театр»), «Советском искусстве», «Литературном критике», «Литературной газете», «Вопросах истории». В 1937 году под его редакцией вышло новое издание комедии А. С. Грибоедова «Горе от ума», подготовил к публикации мемуары актёра П. Н. Орленева (1931).
Жил на Никитском бульваре, дом № 12, кв. 13.

## Книги
- Новая ревизия «Ревизора»: опыт литературно-сценического изучения театральной постановки. М.—Л.: Госиздат, 1927.
- Гул времени: Литература и современность. М.: Федерация, 1929. — 309 с., 3 000 экз.
- Жизнь и творчество русского актёра Павла Орленева, описанные им самим. Редакция и комментарии Д. Л. Тальникова. Серия «Памятники театрального и общественного быта». М.—Л.: Академия, 1931.
- Комиссаржевская. М.: Искусство, 1939. — 452 с.
- Система Щепкина. М.—Л.: Искусство, 1939. — 205 с.
- «Горячее сердце» на сцене МХАТ. М.—Л.: Издание Всероссийского театрального общества, 1940. — 105 с.
- Театральная эстетика Белинского. М.: Искусство, 1962. — 412 с.

## Статьи
- Чехов на советской сцене // Литературный современник. — 1935. — Ч. 1-2.
- Театр автора // Литературный современник. — 1936. — Ч. 2.
- Островский и русский национальный театр // А. Н. Островский-драматург. — М., 1946.
- Сценическая история «Бесприданницы» // Бесприданница : Материалы и исследования. — М., 1947.
- Актёр-современник // Советский театр. — М., 1947.
- Проблема режиссуры и русская классика // Театральный альманах. — М., 1947. — Кн. 6.
- Лука и Хлынов // И. М. Москвин : Статьи и материалы. — М., 1948.